# Толедано, Шмуэль
Шмуэль Толедано (ивр. שמואל טולידאנו‎, 16 января 1921, Тверия, Северный округ — 30 декабря 2022, Иерусалим) — израильский сотрудник Моссада и политик. Был депутатом Кнессета от Демократического движения за перемены и Шинуй в период с 1977 по 1981 год.
Родился в Тверии во времена мандата. Толедано учился в шотландском колледже в Цфате. Он вступил в Хагану и был заключён британскими властями в тюрьму в Латруне. С 1949 года служил в Армии обороны Израиля, демобилизовался в звании майора. С 1953 по 1976 год он работал в Моссаде и был одним из лидеров организации.
Он присоединился к МАПАЙ в 1960 году, но покинул партию в 1977 году, чтобы присоединиться к недавно сформированному Демократическому движению за перемены (ДАШ). Он был избран в Кнессет по партийному списку в 1977 году и возглавлял Комитет государственного контроля. Когда в следующем году ДАШ распался, он стал участником Шинуй. Он потерял своё место на выборах 1981 года и в 1983 году покинул Шинуй, чтобы присоединиться к МАПАМ. За свои усилия во имя мира он получил в 1999 году премию «Гора Сион».
Он умер 30 декабря 2022 года.